# Else Gütschow
Else Gütschow (née Sophia Maria Elisabeth Gütschow, épouse Polaczek, née le 22 novembre 1865 à Lübeck-Niendorf et décédée le 11 février 1908 à Strasbourg) est une historienne de l’art allemande. Elle est la première femme à obtenir un doctorat à l’université de Strasbourg.

## Biographie
Else Gütschow est la deuxième fille d’un petit paysan, Ludwig Theodor Gütschow (1832-1908), et de son épouse Maria Elisabeth, née Fehling (1838-1886). Sa sœur cadette s’appelle Margarethe et ses deux grands-pères Carl Philipp Gütschow et Johannes Christoph Fehling. Après avoir suivi des cours particuliers elle fréquente à Lübeck l’école normale d’enseignantes privées Roquette. Elle reste liée par la suite avec une camarade de classe, Fanny zu Reventlow, qui fait vivre les sœurs Gütschow sous le patronyme de Seebohm dans son roman autobiographique Ellen Olestjerne. Ensemble, elles font partie de l’Ibsenclub, un club libéral de Lübeck, où les jeunes se rencontrent pour échanger entre eux des idées sur la littérature moderne, club qui est « entouré d’une aura de mystère et de scandale ». Après Alken Bruhns, c’est elle qui est au centre de ce cercle.
Ses études terminées, elle travaille pendant sept ans au total comme enseignante, un an à Cassel, deux ans à Londres et quatre ans à Moscou. Elle s’installe ensuite à Zurich où, en 1898, après une préparation externe, elle passe l’examen de maturité. Dans l’espace germanophone, l’université de Zurich est alors pionnière pour les études féminines et elle y étudie pendant trois semestres l’histoire, l’économie, l’histoire de l’art ainsi que la langue et la littérature anglaises. Elle devient présidente de l’Association des étudiantes. En 1900, cependant, comme seuls les ressortissants suisses étaient autorisés à s’inscrire comme auditeurs, elle passe à l’Université de Strasbourg. Là, cependant, elle ne peut être inscrite qu’en tant qu’auditrice libre (Gasthörerin), mais « ses compétences et ses connaissances exceptionnelles lui permirent de surmonter les préjugés contre les étudiantes qui dominaient encore à l’Université  ».
En 1903, elle est la première femme à Strasbourg à passer un doctorat, sa thèse, consacrée à Innocent III était dirigée par Harry Bresslau. Elle dédie ce travail à l’historien strasbourgeois Ernst Sackur (1862-1901), mort jeune.
Elle fait partie d’un cercle d’amis qui gravitent autour d’Hélène Bresslau et d’Albert Schweitzer. Elly Heuss-Knapp lui rend hommage dans son livre de souvenirs sur Strasbourg Ausblick vom Münsterturm : « La première étudiante strasbourgeoise, Else Gütschow, future madame Polaczek, a été notre fierté et elle a eu sur nous la plus grande influence » Pendant plusieurs années, elle enseigna l’histoire de l’art dans des écoles pour filles.
Avec Helene Bresslau, elle défend les droits et le bien-être des femmes. Pour les travailleuses à domicile, elle fonde un syndicat des travailleuses à domicile à Strasbourg. Elle est également cofondatrice du foyer de la mère à Strasbourg.
En 1906, elle épouse l’historien de l’art Ernst Polaczek. Elle meurt en accouchant en 1908. Sa nécrologie est écrite par son amie Natalia Kulenkamp, née Mannhardt, fille de Julius Mannhardt et épouse d’Eduard Kulenkamp.